# MAZ-543

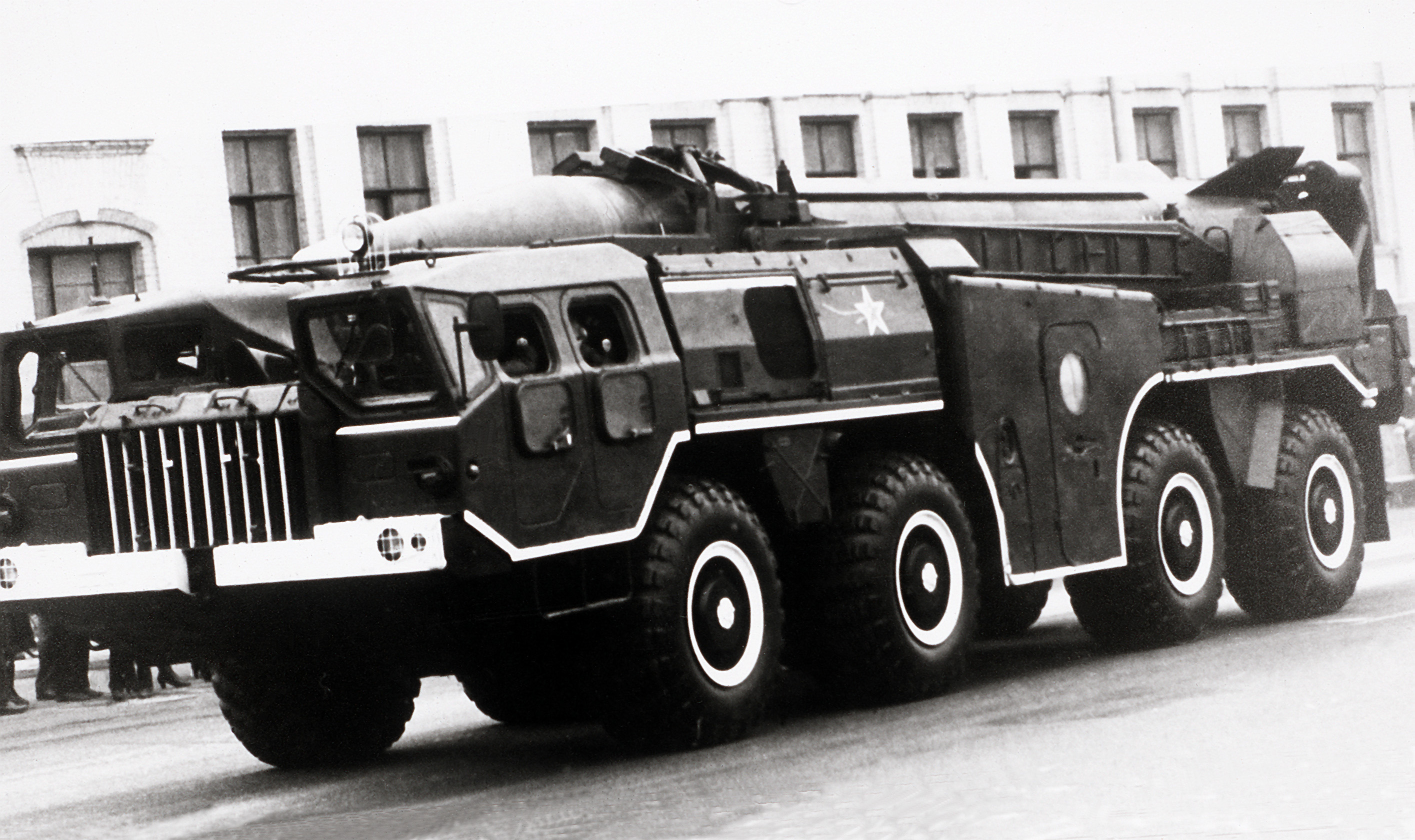
Raketový nosič SS-1 SCUD-B založený na MAZ-543

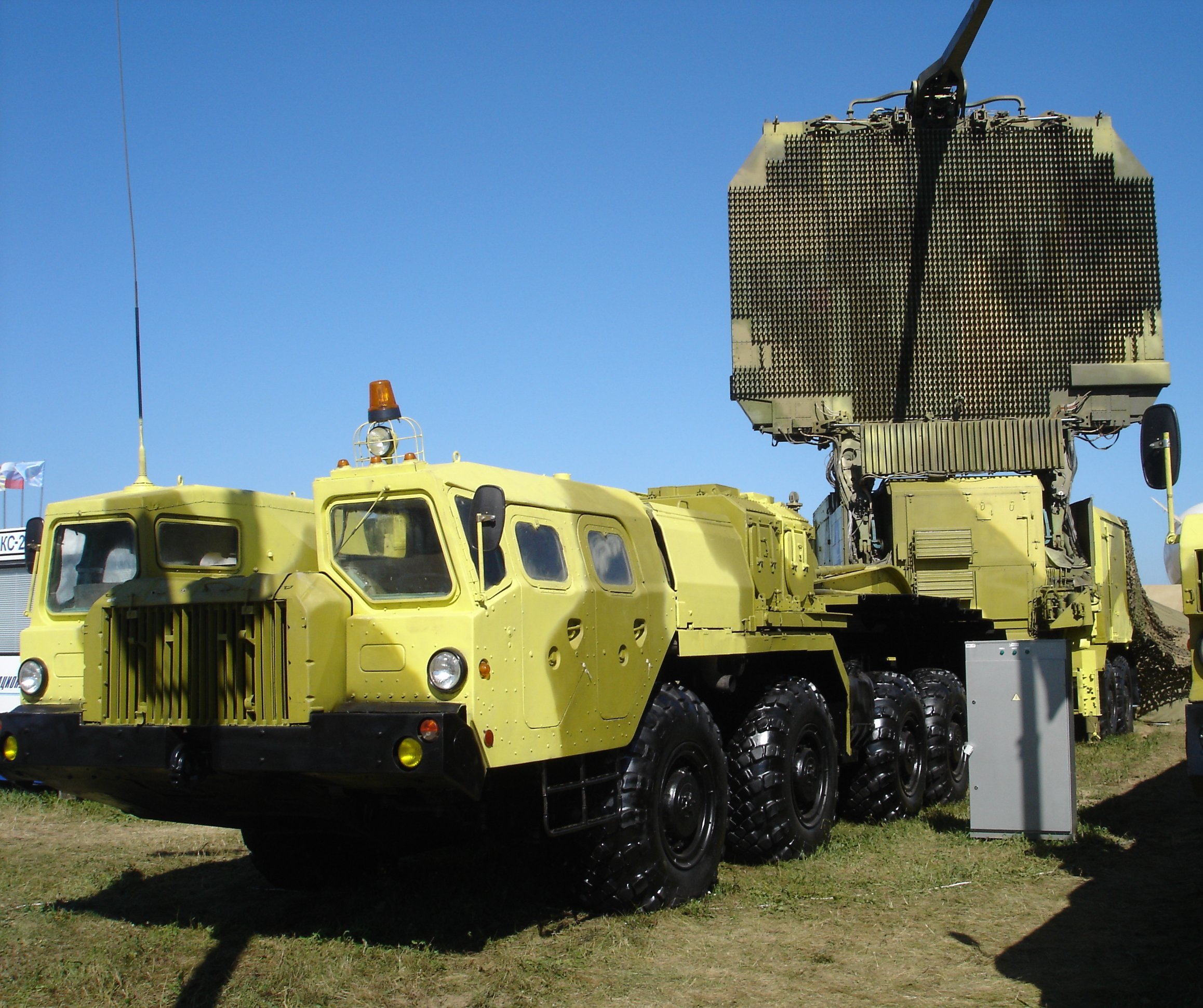
Radarový systém S-300PMU2 založený na MAZ-74106

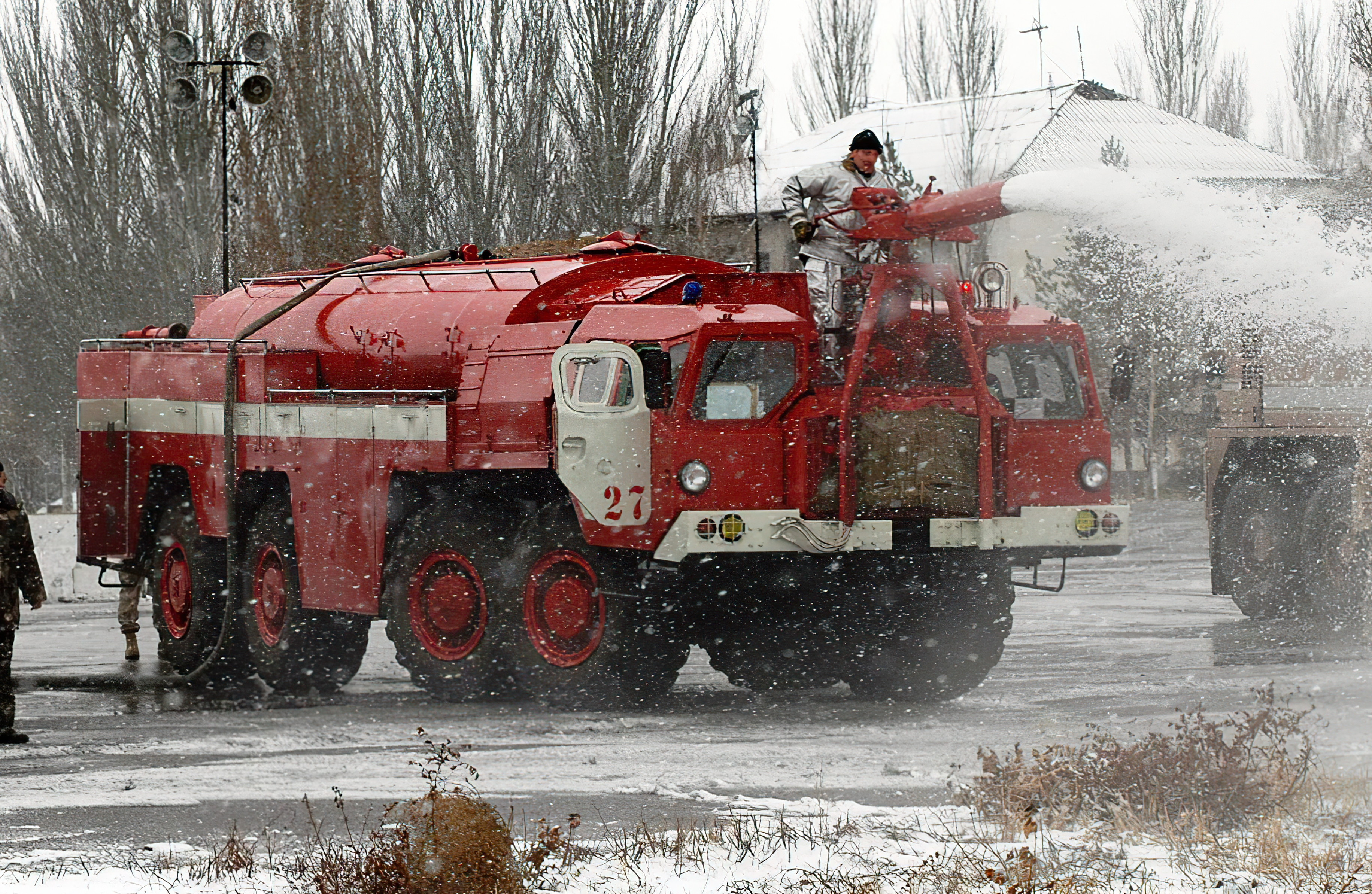
Letištní požární vůz AA-60 založený na vozidle MAZ-543

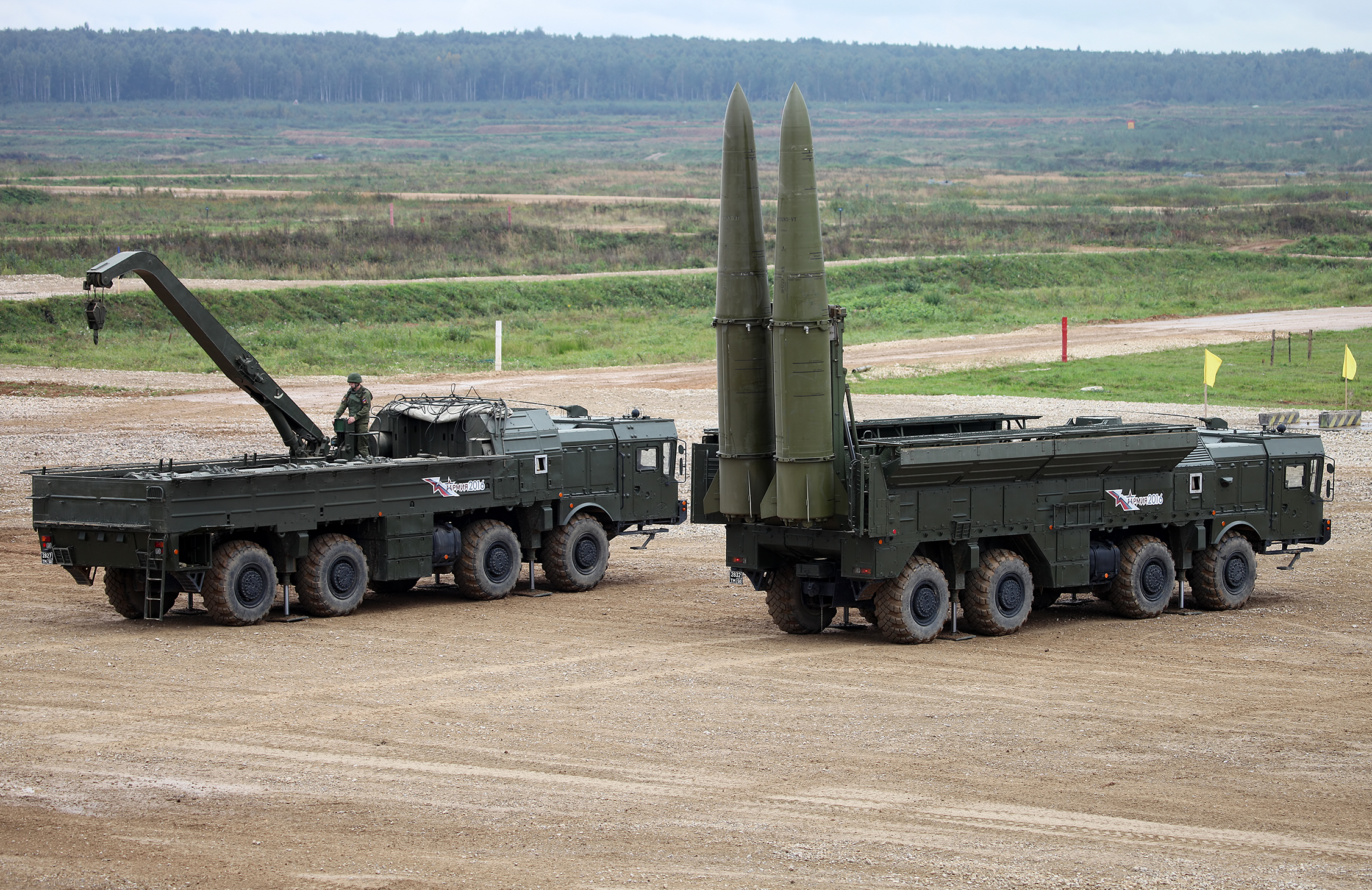
MZKT-7930 jako Muniční vozidlo 9T250 a odpalovací vozidlo 9P78-1 systému Iskander-M

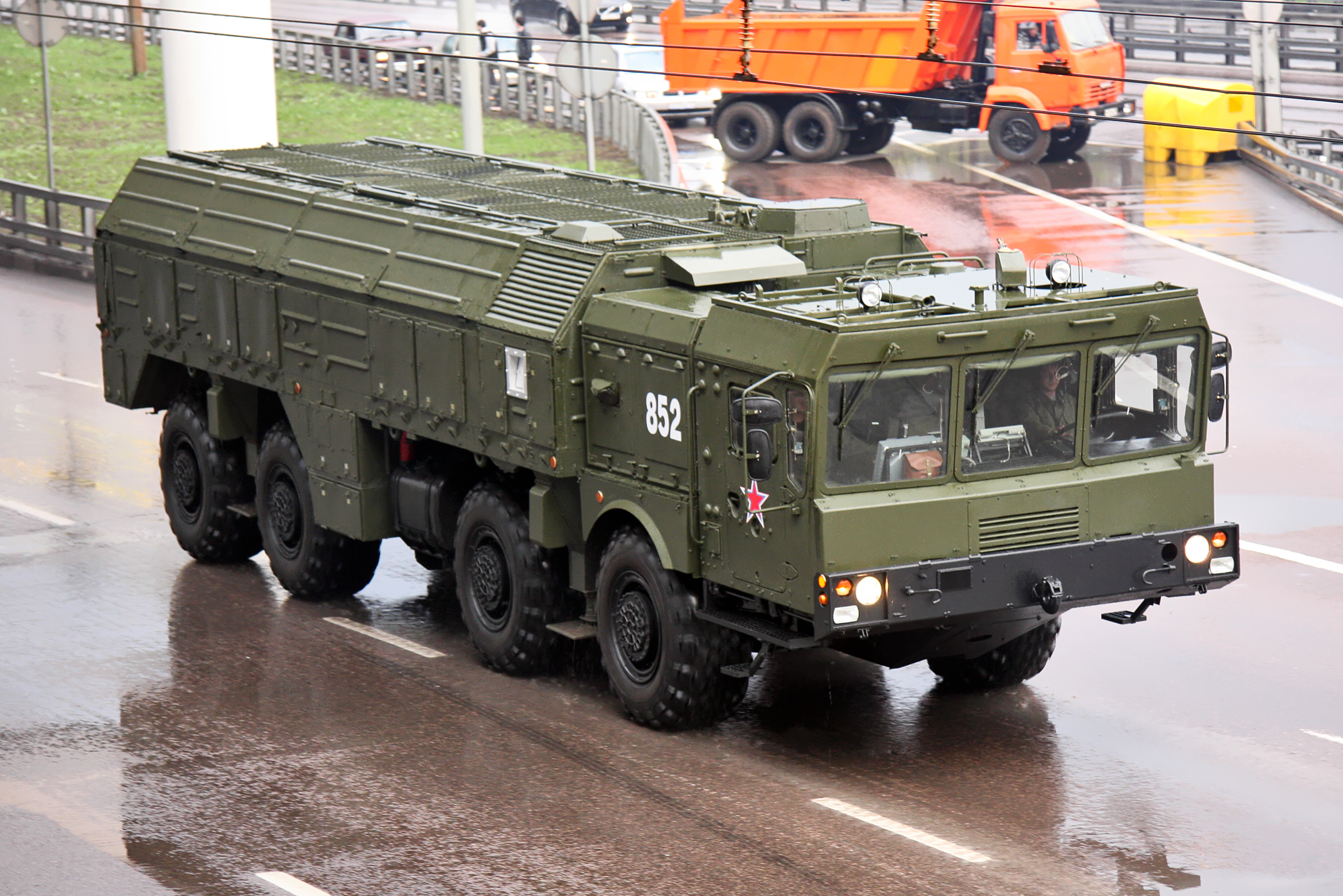
MZKT-7930 Astrolog jako odpalovací vozidlo pro raketový komplex Iskander

MAZ-543/MAZ-7310 "Uragán" (rusky: МАЗ-543/МАЗ-7310 "Ураган") je čtyřnápravový těžký tahač sovětské výroby z Běloruského závodu vozidel Minský automobilový závod (MAZ), který byl vyvinut v 60. letech minulého století. Tento nákladní automobil se používá téměř výhradně jako vojenské vozidlo.

## Historie
První prototypy vozidla MAZ-543 vznikly v roce 1962, sériová výroba začala v roce 1965 a 7. listopadu 1965 byly poprvé k vidění na veřejnosti na vojenské přehlídce na Rudém náměstí jako součást raketového komplexu SS-1C Scud-B (9K72 Elbrus). Do služby byl ale zařazen až v roce 1966. Podvozek MAZ-543 navrhl ruský konstruktér Boris Ljwowitsch Schaposchnik. Model MAZ-543 byl původně navržen pro přepravu raket středního a dlouhého doletu. Pro zmenšení celkové délky vozidla byla bojová hlavice uložena mezi dvěma kabinami, což bylo pravděpodobně nejvýraznějším prvkem vozidla. V každé kabině je místo pro dvě osoby. Zatímco MAZ-543 se jako takový stal vzácným úkazem, tak dříve vyvinutý model MAZ-537 se stále používá.
Existují různé verze tohoto vozidla, včetně vývoje vozidla MAZ-547, což je prodloužená verze MAZ-543 s výkonnějším motorem. Toto vozidlo je známé především jako nosič raketových systémů a jako transportní vozidlo pro sovětské rakety středního doletu SS-20 z 80. let. MAZ-543M se vyráběl v závodu MZKT (Původně divize závodu MAZ, nyní samostatná společnost) do prosince roku 2000. Všechny varianty MAZ-543 byly vybaveny čtyřdobým vznětovým motorem V12 typu D-12А-525 o výkonu 525 koní při 2300 ot/min. Jde o vysokootáčkový naftový motor s přímým vstřikováním a zdvihovým objemem 38,8 litru. Hmotnost motoru je 1,45 tuny. Kompresní poměr je 1:14-15.
Modernizovaná varianta vozidla MZKT-7930 "Astrolog" (rusky: МЗКТ-7930 "Астролог"), kterou vyrábí minský výrobce vozidel MZKT, existuje od roku 1994 . Asi nejmarkantnější rozdíl je v tom, že tahač má nyní průběžnou kabinu řidiče. MZKT-7930 je vybaven dvanáctiválcovým motorem JaMZ-846, který poskytuje výkon 500 koní (368 kW) a s kterým vozidlo dosahuje rychlosti až na 70 km/h. Zásoba paliva činí 1000 litrů nafty. Nosnost byla zvýšena na 24 tun a pohotovostní hmotnost na 20 tun. Teprve až 14. prosince roku 2000 byla továrna v Minsku kompletně přepracována na výrobu MZKT-7930. Od té doby se MAZ-543 již nevyrábí.
V roce 1986 představila Čínská lidová republika svou verzi vozidla MAZ-543. Tato čínská verze, původně označená jako WS580, později přejmenována na WS2400, je jedním z vozidel řady WS vyráběných společností Wanshan Special Vehicle. Výhodou tohoto čínského vozidla je, že využívá německý vznětový motor, převodovku a hydrauliku vyráběné firmou Wanshan v Číně, jež jsou založeny na technologiích od firmy ZF Friedrichshafen.

## Varianty
Na základě vozidla MAZ-543 se i po desetiletích vyrábí speciální vozidla pro vojenské i civilní účely. Následující seznam není úplný.
- MAZ-543 - Podvozek s dlouhým rozvorem byl základním modelem a byl vyvíjen od roku 1962 a sériově vyráběn od roku 1965.
- MAZ-543A - Tato varianta byla vyvinuta v roce 1967. Nosnost byla zvýšena na 22 000 kg. Na základě MAZ-543A bylo vyrobeno několik civilních verzí, například letištní hasičské vozy AA-60(543)-160 (od roku 1973) a AA-70(543)-172 a mobilní jeřáb KS-5571.
- MAZ-543B - Raketový nosič vyráběný od konce 60. let. Proběhly drobné vylepšení ve srovnání s modely MAZ-543 a MAZ-543A.
- MAZ-543W - Experimentální verze, v letech 1972 až 1974 jich bylo vyrobeno celkem 233 kusů, ale armáda je nepřevzala. Vozidlo však posloužilo jako základ pro vývoj MAZ-543M a bylo již postaveno podle jeho koncepce: pouze jedna kabina řidiče (vlevo) a motorový prostor místo druhé kabiny.
- MAZ-543D - Podvozek s vícepalivovým motorem.
- MAZ-543М - Začátkem 70. let se objevil MAZ-543M, který se navenek výrazně liší od ostatních verzí, chybí pravá kabina řidiče a na její místo byl umístěn motor. MAZ-543M se používá hlavně ve vojenském sektoru jako radarové vozidlo, samohybná dělo nebo jako raketový nosič.
- MAZ-543P - Tato verze byla vyvinuta v roce 1966 pro balistickou střelu typu země-země TR-1 Temp. Hlavním rozdílem je, že vozidlo nyní má nosnost 19 400 kg.
- MAZ-543T - Speciální verze pro horské a tropické oblasti. K výrobě však nedošlo.

V souladu se standardem pro pojmenování sovětských motorových vozidel, který platí od roku 1966, dostaly nákladní vozy od 70. let změněné čtyřmístné názvy:
- MAZ-7310 "Uragán" - Poprvé představen v roce 1974 na výstavě úspěchů národního hospodářství. Sériová výroba začala v roce 1976. Civilní vozidla jako letištní požární speciál AA-60(7310)-160.01 z roku 1978[2] a mobilní jeřáb KS-5573 z roku 1982 vycházejí z Uragánu. Vozidlo se používá mimo jiné při rozvoji ropných polí na Sibiři.[3]

- MAZ-7313/MAZ-73131 - Vyrobeno v roce 1983; Zvýšení nosnosti o jednu tunu. Z těchto modelů vychází také letištní hasičské vozidlo AA-60(7313)-160.01 a autojeřáby KS-5576 a KS-6571.
- MAZ-7410 - Varianta postavená v polovině 70. let je tahač s kratším rozvorem. Vzdálenosti mezi osami 2 a 3 a mezi osami 3 a 4 byly zkráceny.
- MAZ-74106 - Tento tahač se používá především k přepravFě vyhledávacího radaru 64N6 BIG BIRD protiletadlového raketového systému S-300PM.
- MAZ-7510 - Varianta jako sklápěč, používaný i pro civilní účely.
- MAZ-7910 - Varianta MAZ-7910 založená na MAZ-543M se dodává od roku 1973. Vozidlo mohlo přepravovat potrubní trubky o délce až 12 metrů a hmotnosti až 18 tun. S přívěsem dosahovala nosnost 38 tun. Vozidlo se také používá jako transportní a nosné vozidlo pro protiletadlové komplexy řady S-300 . Délka MAZ-7910 je 11 450 mm, šířka 3 050 mm a výška 3 550 mm.
- MAZ-7911 - První prototyp byl postaven v roce 1973, menši série v letech 1975 až 1979. Vozidlo je modernizovanou verzí původního MAZ-543 se dvěma kabinami. Podvozek, známý také jako Oplot-A, byl také vybaven plošinou a vhodným přívěsem pro přepravní úkoly.

- MAZ-79111 - Modernizovaný MAZ-543M se zesílenou zadní nápravou, další změny byly provedeny později, a to včetně použití nového motoru. První prototypy byly vyrobeny v roce 1974 a sériová výroba v malých množstvích probíhala od roku 1975 do poloviny 80. let. Vozidlo sloužilo jako nosič vícenásobného raketometného systému BM-30 Směrč. Motor byl umístěn na místě pravé kabiny, stejně jako u vozidla MAZ-543M.
- MAZ-79112 - Stejný jako MAZ-7911, ale se zkráceným rozvorem. Prototyp byl postaven v roce 1977, ale o sériové výrobě není nic známo.
- MZKT-7930 "Astrolog" - Zásadně modernizovaná nástupnická verze MAZ-543. Kabina řidiče byla přepracována, charakteristické středové dělení již neexistuje, nový vylepšený motor JaMZ-846 s výkonem 500 koní nebo volitelně dieselový motor Deutz. Tato verze je využívána především armádou, například jako mobilní raketový nosič pro raketový komplex 9K720 Iskander, táke jako těžký nosič mobilních mostů TMM-6, dále jako radarové vozidlo 96L6 pro systém S-400 a v neposlední řadě jako protiletadlový raketový komplet krátkého dosahu 96K6 Pancir .

Vozidlo bylo vyrobeno také v zahraničí:
- WS2400 - Čínská kopie MAZ-543 z 80. let.

## Technické údaje
|                           | MAZ-543                       | MAZ-543P                      | MAZ-543А                      | MAZ-543М                      | MAZ-7310                      | MAZ-7313                      | MAZ-73132                     | MAZ-74106                     |
| ------------------------- | ----------------------------- | ----------------------------- | ----------------------------- | ----------------------------- | ----------------------------- | ----------------------------- | ----------------------------- | ----------------------------- |
| Pohon                     | 8×8                           | 8×8                           | 8×8                           | 8×8                           | 8×8                           | 8×8                           | 8×8                           | 8×8                           |
| Počet sedadel             | 4                             | 4                             | 4                             | 4                             | 4                             | 4                             | 4                             | 4                             |
| Pohotovostní hmotnost     | 19 100 kg                     | 19 400 kg                     | 19 600 kg                     | 22 400 kg                     | 20 000 kg                     | 21 000 kg                     | 23 000 kg                     | 17 500 kg                     |
| Celková hmotnost          | –                             | 40 100 kg                     | –                             | –                             | –                             | 44 850 kg                     | –                             | –                             |
| Tažná kapacita            | –                             | –                             | –                             | –                             | 25 000 kg                     | 25 000 kg                     | –                             | 32 000 kg                     |
| Délka                     | 11 460 mm                     | 11 460 mm                     | 11 465 mm                     | 11 465 mm                     | 11 657 mm                     | 11 657 mm                     | 10 815 mm                     | –                             |
| Šířka                     | 3070 mm                       | 3070 mm                       | 3070 mm                       | 3070 mm                       | 3070 mm                       | 3070 mm                       | 3070 mm                       | 3070 mm                       |
| Výška                     | 2900 mm                       | 2900 mm                       | 2900 mm                       | 2900 mm                       | 2900 mm                       | 2900 mm                       | 2900 mm                       | 2900 mm                       |
| Rozvor                    | 2200 mm + 3300 mm + 2200 mm   | 2200 mm + 3300 mm + 2200 mm   | 2200 mm + 3300 mm + 2200 mm   | 2200 mm + 3300 mm + 2200 mm   | 2200 mm + 3300 mm + 2200 mm   | 2200 mm + 3300 mm + 2200 mm   | 2200 mm + 2650 mm + 1700 mm   | 2200 mm + 2650 mm + 1700 mm   |
| Světlá výška              | 400 mm                        | 400 mm                        | 400 mm                        | 400 mm                        | 400 mm                        | 400 mm                        | 400 mm                        | 400 mm                        |
| Poloměr otáčení           | 13,5 m                        | 13,5 m                        | 13,5 m                        | 13,5 m                        | 13,5 m                        | 13,5 m                        | –                             | –                             |
| Maximální stoupání        | 30°                           | 30°                           | 30°                           | 30°                           | 30°                           | 30°                           | 30°                           | 30°                           |
| Schopnost zdolání přkopů  | 1,3 m                         | 1,3 m                         | 1,3 m                         | 1,3 m                         | 1,3 m                         | 1,3 m                         | 1,3 m                         | 1,3 m                         |
| Typ motoru                | D-12А-525 (V12)               | D-12А-525 (V12)               | D-12А-525 (V12)               | D-12А-525 (V12)               | D-12А-525 (V12)               | D-12А-525 (V12)               | D-12А-525 (V12)               | D-12А-525 (V12)               |
| Objem motoru              | 38.88 l                       | 38.88 l                       | 38.88 l                       | 38.88 l                       | 38.88 l                       | 38.88 l                       | 38.88 l                       | 38.88 l                       |
| Výkon motoru              | 525 koní (2100 ot/min)        | 525 koní (2100 ot/min)        | 525 koní (2100 ot/min)        | 525 koní (2100 ot/min)        | 525 koní (2100 ot/min)        | 525 koní (2100 ot/min)        | 525 koní (2100 ot/min)        | 525 koní (2100 ot/min)        |
| Maximální točivý moment   | 2150 Nm (1200 až 1400 ot/min) | 2150 Nm (1200 až 1400 ot/min) | 2150 Nm (1200 až 1400 ot/min) | 2150 Nm (1200 až 1400 ot/min) | 2150 Nm (1200 až 1400 ot/min) | 2150 Nm (1200 až 1400 ot/min) | 2150 Nm (1200 až 1400 ot/min) | 2150 Nm (1200 až 1400 ot/min) |
| Spotřeba paliva na 100 km | –                             | –                             | –                             | –                             | –                             | 85 litrů                      | –                             | –                             |
| Dojezd                    | 1525 km                       | 1525 km                       | –                             | –                             | –                             | 600 km                        | –                             | –                             |
| Maximální rychlost        | 60 km/h až 65,0 km/h          | 60 km/h až 65,0 km/h          | 60 km/h až 65,0 km/h          | 60 km/h až 65,0 km/h          | 60 km/h až 65,0 km/h          | 60 km/h až 65,0 km/h          | 60 km/h až 65,0 km/h          | 60 km/h až 65,0 km/h          |